# Campionati italiani di ciclismo su strada 2022 - Cronometro femminile Elite
La cronometro femminile Elite dei Campionati italiani di ciclismo su strada 2022 si è svolta il 22 giugno 2022 su un percorso di 35,6 km con partenza e arrivo a San Giovanni al Natisone, in provincia di Udine. La vittoria fu appannaggio di Elisa Longo Borghini, che completò il percorso in 46'31"02 alla media di 45,9 km/h, precedendo Vittoria Guazzini e Marta Cavalli.
Sul traguardo di San Giovanni al Natisone tutte le 21 cicliste iscritte portarono a termine la competizione.

## Ordine d'arrivo (top 10)
| Pos. | Corridore                 | Squadra        | Tempo     |
| ---- | ------------------------- | -------------- | --------- |
| 1    | Elisa Longo Borghini      | Fiamme Oro     | 46'31"02  |
| 2    | Vittoria Guazzini         | Fiamme Oro     | a 32"85   |
| 3    | Marta Cavalli             | Fiamme Oro     | a 1'02"50 |
| 4    | Vittoria Bussi            | Open Cycling   | a 2'14"43 |
| 5    | Arianna Fidanza           | BikeExchange   | a 2'23"72 |
| 6    | Alessia Vigilia           | Top Girls F.   | a 2'38"94 |
| 7    | Elena Cecchini            | Fiamme Azzurre | a 2'46"15 |
| 8    | Maria Giulia Confalonieri | Fiamme Oro     | a 2'46"87 |
| 9    | Sofia Bertizzolo          | Fiamme Oro     | a 2'51"34 |
| 10   | Cristina Tonetti          | Top Girls F.   | a 3'35"42 |